# 2024年東京 E-Prix
2024年東京 E-Prix（英語: 2024 Tokyo E-Prix）は、2023年-24年のフォーミュラE世界選手権の第5戦として、2024年3月30日に東京ストリートサーキットで開催された電気自動車レース。

## 主なトピック
本レースは、市街地の公道を用いたものとしては日本において初となる本格的な自動車レースとなった（後述）。開催にあたり、レースを開催する会場として、東京国際展示場（通称「東京ビッグサイト」）の敷地と周辺の公道を組み合わせる形で仮設された、特設サーキットが設けられた。（詳細は「東京ストリートサーキット」を参照）
世界各国の大都市で市街地レースを開催しているフォーミュラEとしては、日本、とりわけ東京における開催はシリーズが初開催された2014年よりも前から目指していたもので、フォーミュラE社と東京都の最初の交渉は2012年9月に行われ、このレースの開催は10年来の悲願を実現させたものとなる。（詳細は「東京 E-Prix」を参照）
東京都内における本格的な自動車レース開催は、東京府時代の1934年（昭和9年）に東京市・晴海（月島4号地）で開催された全日本自動車競走選手権大会以来、90年ぶりの出来事となった。

### 日本初の本格的な公道レース

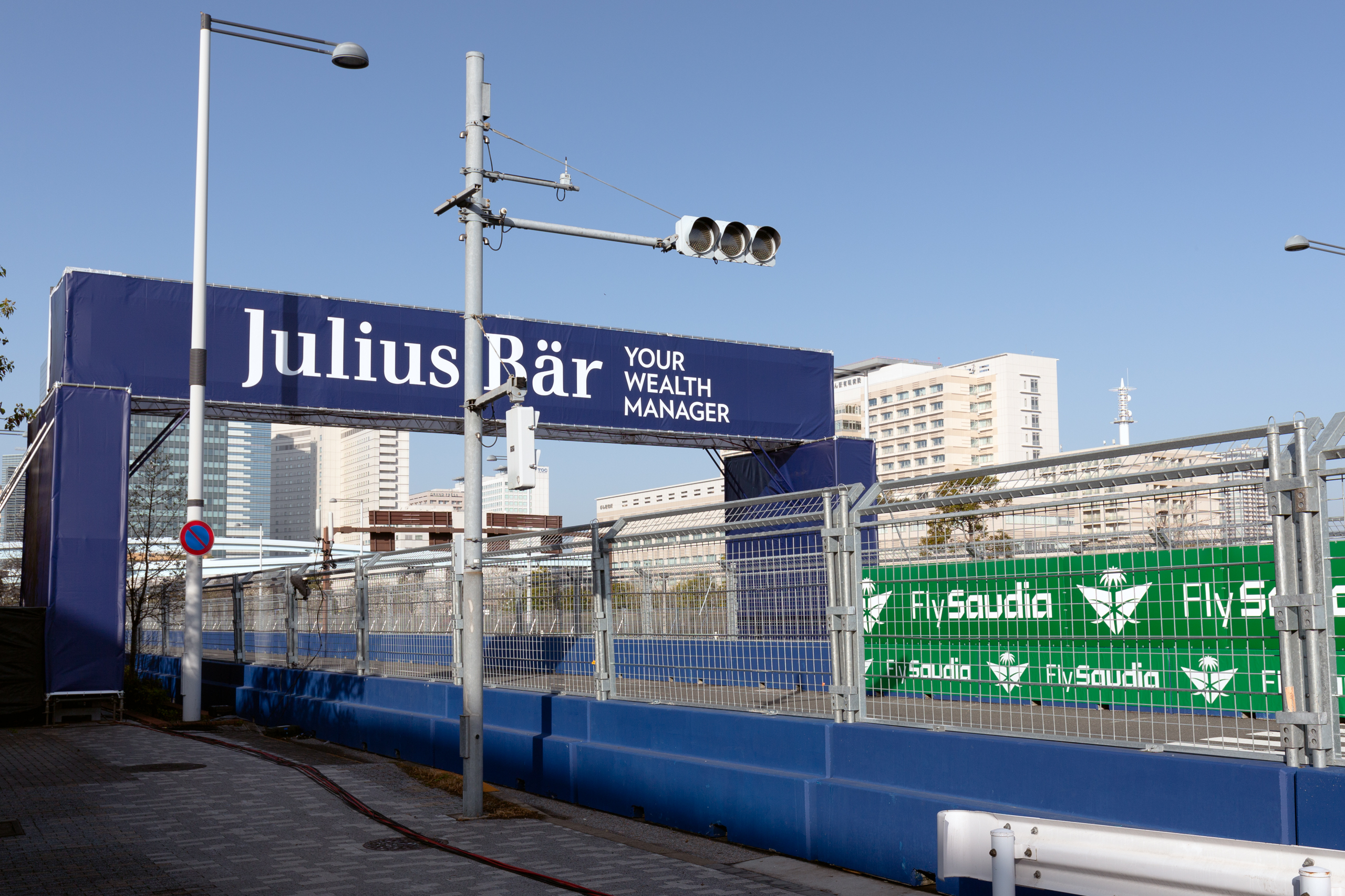
コース上の信号機は消灯状態となっている

このレースは、日本においては同国初の本格的な公道レースの開催ということで注目された。フォーミュラEは日本初開催で、日本においては公道をサーキット（周回路）として用いた本格的な国際レースが行われることも初の出来事だった。
日本国内の公道で自動車による競技が行われた例は過去にもいくつかあり、1991年に北海道で初開催されたソーラーカーレースや、2020年に島根県江津市で開催されたレーシングカートによるレース（A1市街地グランプリ）は、公道をサーキットにする形で開催されており、どちらも「日本初の公道レース」を名乗っている。これらは、競技車両が純然たるレーシングカーではなく、規模も比較的小さなものだった。また、2004年に初開催されたラリージャパンをはじめとするラリー競技や、ヒルクライムレースでは一部区間で公道を用いて開催することが広く行われているものの、サーキットレースとは区別して考えることが一般的である。
そうした先行事例があることも踏まえて、この「日本初の公道レース」については、「世界選手権のレース（国際レース）としては初」、「レーシングカーによる本格的なレースとしては初」といった但し書きがしばしば加えられている。

### 日本国首相の来訪
15時スタートの決勝レースの直前（14時37分）、日本国内閣総理大臣（首相）の岸田文雄が一般への事前予告なしで会場を訪問し、東京都知事の小池百合子、フォーミュラE社共同創設者のアレハンドロ・アガグ、同社CEOのジェフ・ドッズ（Jeffrey Dodds）らとともに、スタートセレモニーに出席した。

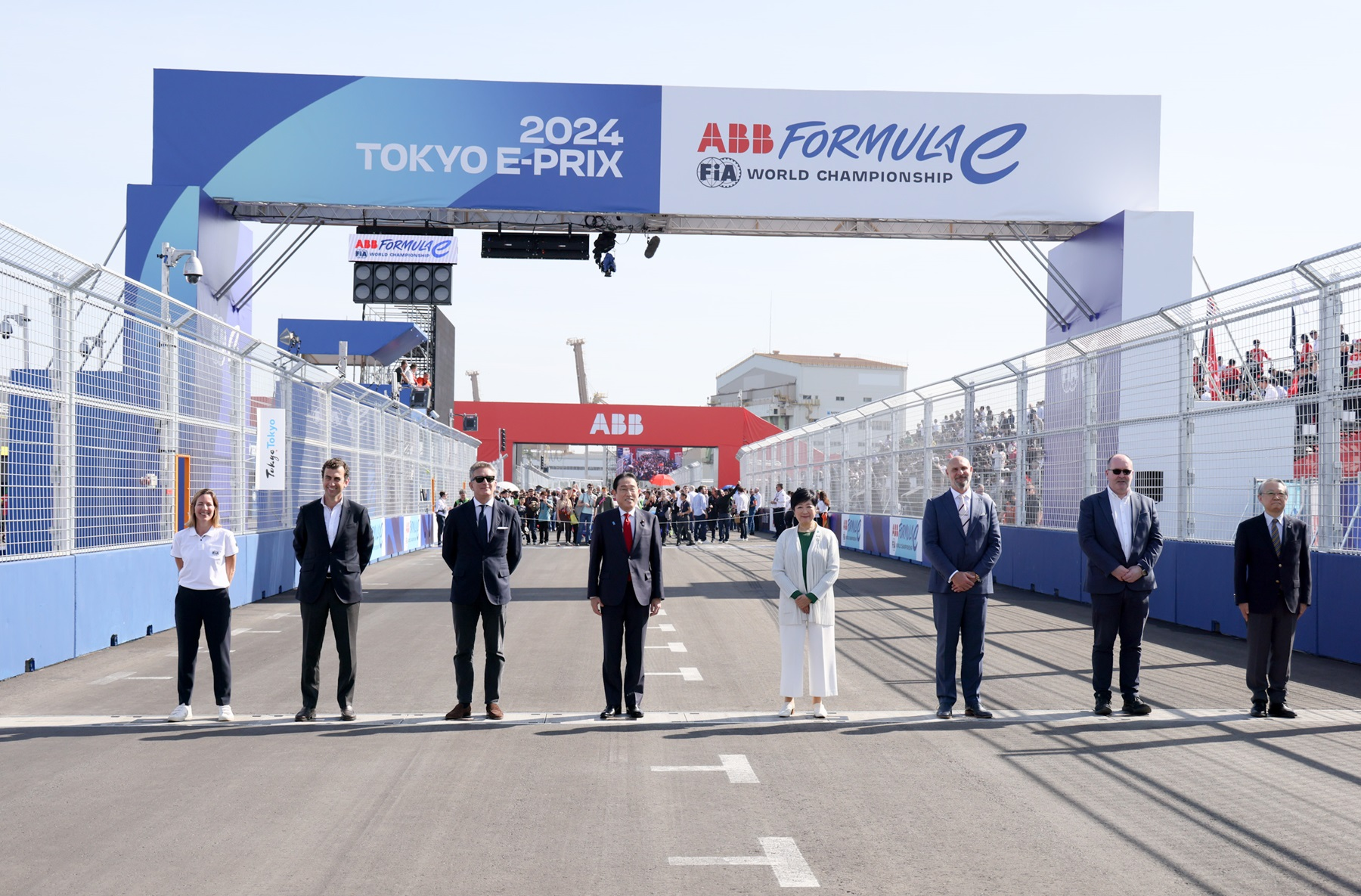
スタートセレモニーの様子。 スタートセレモニーにおける国歌独唱は松本英子が担当した[13][14]。
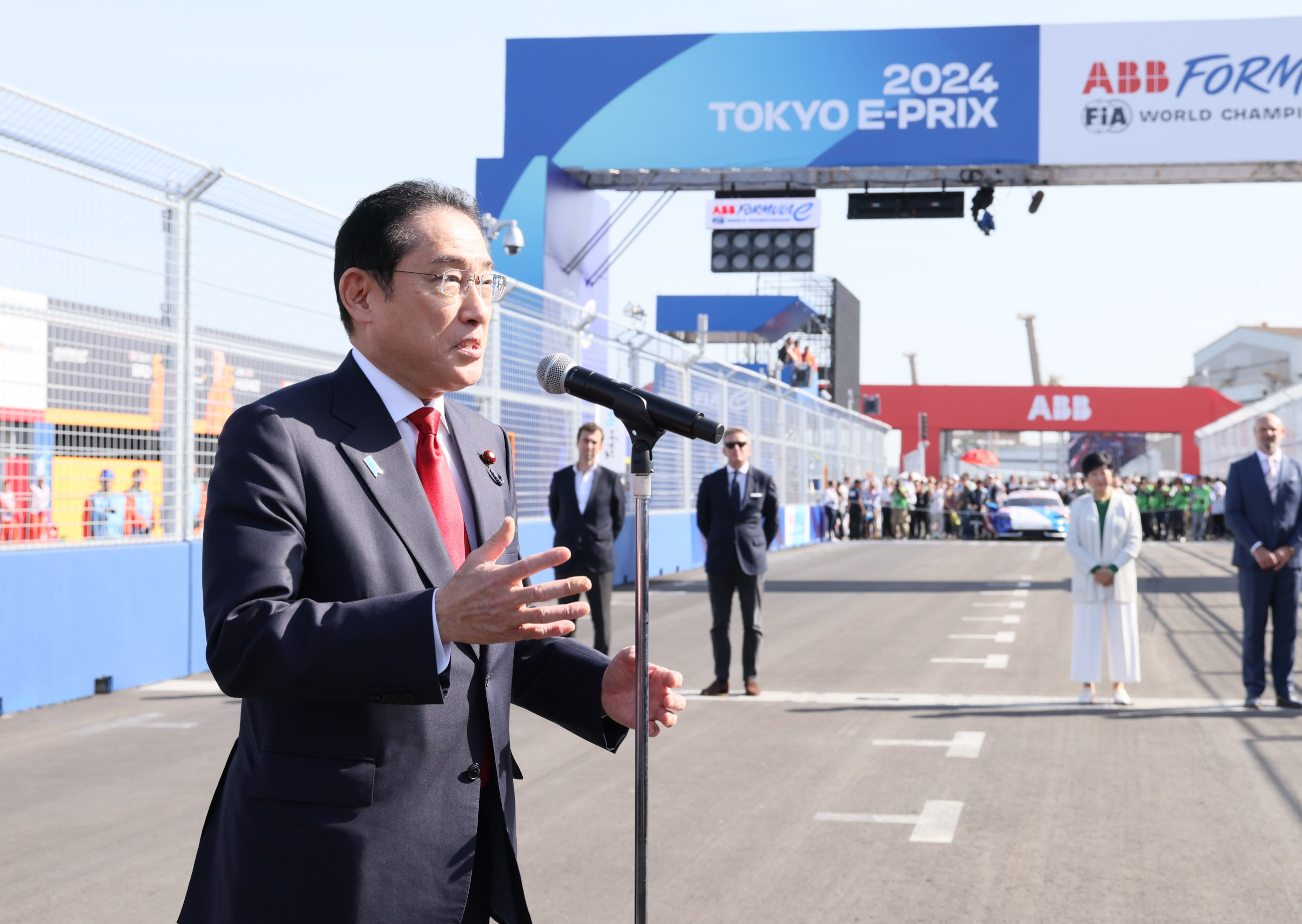
会場を訪れ、あいさつの中でレース開催の意義を述べる岸田
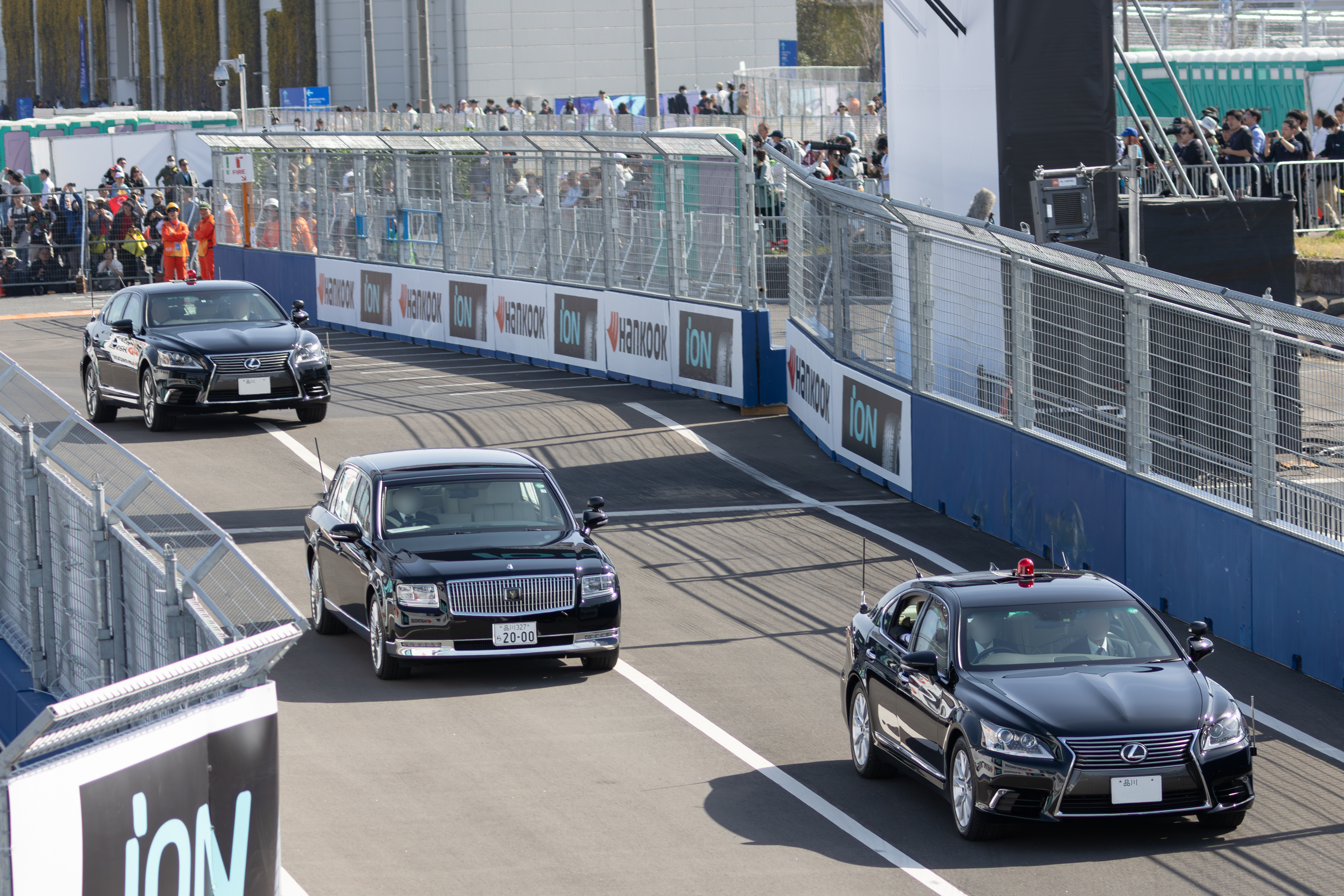
来場した内閣総理大臣専用車のトヨタ・センチュリーと警護車。画像は回送時ののもの[注釈 2]。

### 日本の自動車関連メーカーによる動き
開催に先立ち、日本のメーカー2社がフォーミュラEへの参戦継続と新規参入を発表した。
- 3月28日、日産自動車はフォーミュラEに2030年まで参戦を続けることを発表し、2029年-2030年シーズン（シーズン16）までの公式登録を行ったことを発表した[16]。
- 3月28日、ヤマハ発動機は、ローラ・カーズとの間でフォーミュラE用のパワートレイン開発・供給のテクニカルパートナーシップ契約を締結したことを発表した[17]。計画の主体となるのはローラ・カーズで、ヤマハ発動機は同社に協力する形となる[17]。ローラの発表では、Gen3 Evoが投入される予定の2024年-2025年シーズン（シーズン11）から参入するとしている[17]。

開催当日は、日産自動車社長兼CEOの内田誠、チームを運営する日産モータースポーツ&カスタマイズ（NMC）社長の片桐隆夫が来場したほか、日産系各チームの監督やドライバーらも含めて、日本国内の日産自動車のモータースポーツ関係者が多数来場した。そのほか、フォーミュラE経験者の佐藤琢磨と山本左近や、フォーミュラEそのものと直接の接点は持たない、ホンダ・レーシング（HRC）社長の渡辺康治、F1ドライバーの角田裕毅、ハースF1チーム代表の小松礼雄も会場を訪れるなど、日本のレース関係者からの高い関心が示された。

## 評価

### 関係者による評価
フォーミュラEの初年度からアムリン・アグリを率いて2シーズンに渡って参戦し、このレースではレーススチュワード（競技審判）を務めた鈴木亜久里は、このレースの開催について、「公道レースが日本で行なわれた」という前例ができたことは日本のレース界にとって意味が大きいと開催の意義を高く評価した。鈴木のチームからフォーミュラEに参戦したことのある佐藤琢磨も、日本で初めてフォーミュラカーによる公道レースが開催されたことが未来に与える影響は大きいと述べた。
フォーミュラEにドライバーとしての参戦経験がある山本左近は、レース展開が盛り上がったことも踏まえ、「ファーストステップとして、非常に良いイベントになった」と評価した。また、現職の国会議員としての立場から、内閣総理大臣の岸田文雄の来場について、「モータースポーツがこれまで以上にスポーツとして認識されていること」の証明につながると首相来場の意義について述べた。

### コースレイアウト
コース全体について、実際に走ったドライバーたちは総じて好意的な評価を示した。一方、改善すべき点として、シケインを減らしてもっと高速化するよう提案するドライバーもいた。
また、ターン2とターン3の間に生じたジャンピングスポット（後述）については、車両の4輪全てが宙に浮いてしまい、着地に際してドライバーと車体にかかる負荷が大きなものとなったため、ドライバーたちの多くが次回の開催に向けて改善すべき点として指摘した。

## 開催準備

### レース運営
コース設定、設営、競技運営は、フォーミュラEの他のレースと同じく、フォーミュラE・オペレーションズ社が担い、同社の事務局だけで270名が日本を訪れた。チーム関係者を含めると、1,850名が日本を訪れ、そうした訪日関係者たちへの査証（ビザ）の円滑な発給にはスポーツ庁が協力した。
日本国内からは、ピットやコースのマーシャルとして、およそ300名が参加した。これは日本自動車連盟（JAF）公認クラブであるヴィクトリーサークルクラブ（VICIC）が中心となり、マーシャルの多くは普段は富士スピードウェイとモビリティリゾートもてぎで活動している有志たちがその任に当たった。
電気自動車のレースであるため、クラッシュ時のマーシャルらの感電対策として、プラグインハイブリッドのラリー1車両向けに先行して感電対策を実施していた世界ラリー選手権（WRC）のラリージャパンで、日本側の競技長、医師団長らによる見学が行われた。
3名のレーススチュワード（競技審判）中の1名として、鈴木亜久里がレーススチュワードを担当した。

### チケット販売
3月30日の開催を前に、チケットは1月18日から1月25日にかけて先行販売分のチケット予約が始まり、抽選が行われた。2月1日に一般販売が始まったが、一般席は発売開始からおよそ3分で売り切れた。そうした状況を受けて、グランドスタンドは元々予定していた22棟に加えて2棟が新たに設置されることになり、3月1日に追加スタンド分のチケットが発売されたが、こちらも一般席は1分足らず（数十秒）、車椅子席も2分足らずで完売した。これらチケット販売はイープラスが独占販売する形で行われた。
観客席数は、正式発表はないものの、8,000席から10,000席ほどだったと考えられている（当初の販売分は8,500席だったとも言われている）。
いずれにせよ、観客席数は需要に対して少なく、観戦したくてもチケットを入手できなかったファンが大量に発生してしまった。そうした事態を受けて、主催者のフォーミュラE・オペレーションズ社は、救済措置として、東京ビッグサイトの屋内展示エリアに有料エリアとして設置する予定だったファンビレッジを無料開放することを決定し、チケットを持っていなくても、大型スクリーンによるライブビューイングや、表彰式（ファンビレッジのステージで行われた）の観覧が可能な形にした。
開催当日は、無料エリアも含めて約2万人が来場した。そのため、開催終了早々、翌年に向けて3万人分の観客席を用意する案が浮上している。

## 開催スケジュール
- 3月29日（金曜） - シェイクダウン走行、フリー走行1（FP1）・30分間
- 3月30日（土曜） - フリー走行2（FP2）・30分間、予選、決勝・33周（+アディショナルラップ）

## 前戦終了時点の状況
サンパウロで行われた第4戦を終えた時点でのドライバーズランキングは、首位のニック・キャシディ（ジャガー）が57ポイントを獲得しており、2位のパスカル・ウェーレイン（ポルシェ）を僅か4ポイントながらリードしていた。3位以下は、39ポイントで同点のミッチ・エバンス（ジャガー）とジャン＝エリック・ベルニュ（DS・ペンスキー）、ディフェンディングチャンピオンのジェイク・デニス（アンドレッティ）が38ポイントで5位という状況だった。
開幕4戦が終わった時点で、優勝したドライバーもチームも毎戦異なるという混戦模様だったが、チームズランキングとマニュファクチャラーズ・トロフィーにおいては、首位のジャガー（それぞれ96ポイント、123ポイント）が2位のポルシェ（それぞれ61ポイント、95ポイント）を若干引き離していた。

## 予選

### 天候と「ジャンプ台」の影響

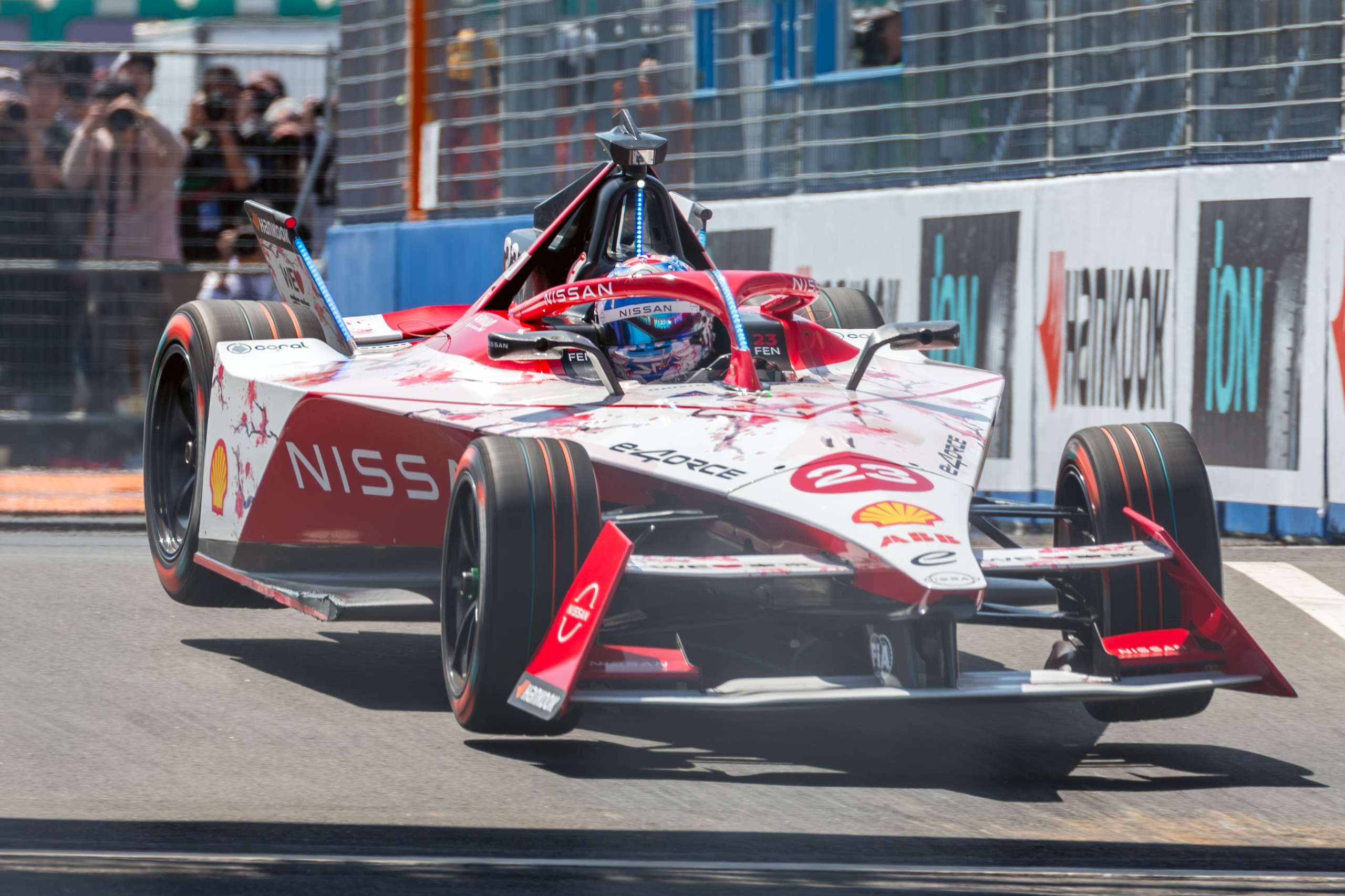
「ジャンプ台」で4輪を宙に浮かせるサッシャ・フェネストラズ（ニッサン）

初日の3月29日、午前中に会場は強い雨（嵐）に見舞われた。午後には天気が回復し、シェイクダウン走行とフリー走行1（FP1）が行われる頃には晴れ、コースの大部分は乾いたものの、FP1の時点では、特にターン1の路面が濡れたままという状態で初日のセッションは終わった。3月30日（土曜）午前に行われたFP2と予選では、路面は完全に乾き、晴天の下でセッションが進むことになる。
シミュレーターの段階でコース序盤がバンピーな（路面の起伏が大きい）ものになることは予想されていたが、ターン2とターン3の間は下り勾配への角度変化が急で、「ジャンプ台」、「ジャンピングスポット」と呼ばれるほど大きな段差が想定外に生まれてしまい、ドライバーたちを苦しめた。この問題は初日の時点で認識されていたため、同日夜にレーススチュワードを交えて行われたドライバーズミーティングの中でも話題の中心となり、問題が指摘されたが、路面改修を一晩で行うことはできないため、そのままでの開催となった。
フリー走行よりも高速で走行した予選のタイムアタック走行時はどの車両もこの区間で4輪を宙に浮かせることになり、着地時の大きな衝撃が車体やドライバーにダメージを与え、加えて、不安定な姿勢で着地したことによって、カウンターステアを当てることを強いられたり、側壁にタイヤをぶつけたりするドライバーも続出した。

### 展開
日本におけるレース経験のあるサッシャ・フェネストラズの活躍が期待されていたが、FP1でもらい事故による不運なクラッシュがあったことに加え、2日目はFP2で「ジャンプ台」からの着地時に壁に車を当ててしまったことで、フェネストラズは車両の左リアにダメージを負ってしまう。走行はできたものの、アライメントに狂いが生じてしまったことで予選ではBグループ10位に沈み、決勝は20番手グリッドからのスタートとなった。
デュエルに進んだ8名によるクォーターファイナルでは、エドアルド・モルタラが下馬評を覆し、前年度チャンピオンのジェイク・デニスを破ってセミファイナルに進出し、最終的にモルタラは3番手グリッドを獲得した。
デュエルのファイナルは、そのモルタラを破ったオリバー・ローランド（ニッサン）と、マクシミリアン・ギュンター（マセラティ）による争いとなった。このファイナルは白熱したものとなり、序盤はローランドが先行するも途中でギュンターが逆転する展開となり、チェッカー前の最後の計時区間までギュンターがリードを保っていたが、最終区間でローランドが再逆転し、僅か0.021秒差でポールポジションを獲得した。

### デュエル
|  | クォーターファイナル | クォーターファイナル       | クォーターファイナル       |                            |  | セミファイナル | セミファイナル | セミファイナル |  |  | ファイナル | ファイナル | ファイナル |  |
|  |                      |                            |                            |                            |  |                |                |                |  |  |            |            |            |  |
|  | A・3番手             | エドアルド・モルタラ       | エドアルド・モルタラ       |                            |  |                |                |                |  |  |            |            |            |  |
|  | A・3番手             | エドアルド・モルタラ       | エドアルド・モルタラ       |                            |  |                |                |                |  |  |            |            |            |  |
|  | A・2番手             | ジェイク・デニス           | ジェイク・デニス           |                            |  |                |                |                |  |  |            |            |            |  |
|  | A・2番手             | ジェイク・デニス           | ジェイク・デニス           | オリバー・ローランド       |  |                |                |                |  |  |            |            |            |  |
|  |                      |                            |                            |                            |  |                |                |                |  |  |            |            |            |  |
|  |                      |                            | エドアルド・モルタラ       |                            |  |                |                |                |  |  |            |            |            |  |
|  | A・4番手             | オリバー・ローランド       | オリバー・ローランド       |                            |  |                |                |                |  |  |            |            |            |  |
|  | A・4番手             | オリバー・ローランド       | オリバー・ローランド       |                            |  |                |                |                |  |  |            |            |            |  |
|  | A・1番手             | ミッチ・エバンス           | ミッチ・エバンス           |                            |  |                |                |                |  |  |            |            |            |  |
|  | A・1番手             | ミッチ・エバンス           | ミッチ・エバンス           | オリバー・ローランド       |  |                |                |                |  |  |            |            |            |  |
|  |                      |                            |                            |                            |  |                |                |                |  |  |            |            |            |  |
|  |                      |                            | マクシミリアン・ギュンター |                            |  |                |                |                |  |  |            |            |            |  |
|  | B・3番手             | セルジオ・セッテ・カマラ   | セルジオ・セッテ・カマラ   |                            |  |                |                |                |  |  |            |            |            |  |
|  | B・3番手             | セルジオ・セッテ・カマラ   | セルジオ・セッテ・カマラ   |                            |  |                |                |                |  |  |            |            |            |  |
|  | B・2番手             | ニコ・ミュラー             | ニコ・ミュラー             |                            |  |                |                |                |  |  |            |            |            |  |
|  | B・2番手             | ニコ・ミュラー             | ニコ・ミュラー             | マクシミリアン・ギュンター |  |                |                |                |  |  |            |            |            |  |
|  |                      |                            |                            |                            |  |                |                |                |  |  |            |            |            |  |
|  |                      |                            | セルジオ・セッテ・カマラ   |                            |  |                |                |                |  |  |            |            |            |  |
|  | B・4番手             | マクシミリアン・ギュンター | マクシミリアン・ギュンター |                            |  |                |                |                |  |  |            |            |            |  |
|  | B・4番手             | マクシミリアン・ギュンター | マクシミリアン・ギュンター |                            |  |                |                |                |  |  |            |            |            |  |
|  | B・1番手             | パスカル・ウェーレイン     | パスカル・ウェーレイン     |                            |  |                |                |                |  |  |            |            |            |  |

### 予選結果
- 太字は各セッションの最速タイム。

| 順位 | No. | ドライバー                           | チーム                                        | グループ | グループ | クォーター ファイナル | セミファイナル | ファイナル | Grid |
| 順位 | No. | ドライバー                           | チーム                                        | A        | B        | クォーター ファイナル | セミファイナル | ファイナル | Grid |
| ---- | --- | ------------------------------------ | --------------------------------------------- | -------- | -------- | --------------------- | -------------- | ---------- | ---- |
| 1    | 22  | オリバー・ローランド                 | ニッサン・フォーミュラEチーム                 | 1:19.658 | -        | 1:19.164              | 1:18.855       | 1:19.023   | 1    |
| 2    | 7   | マクシミリアン・ギュンター           | マセラティ・MSG・レーシング                   | -        | 1:19.391 | 1:19.252              | 1:19.046       | 1:19.044   | 2    |
| 3    | 48  | エドアルド・モルタラ                 | マヒンドラ・レーシング                        | 1:19.678 | -        | 1:19.008              | 1:19.081       | -          | 3    |
| 4    | 3   | セルジオ・セッテ・カマラ             | ERT・フォーミュラEチーム                      | -        | 1:19.474 | 1:19.160              | 1:21.244       | -          | 4    |
| 5    | 1   | ジェイク・デニス                     | アンドレッティ・フォーミュラE                 | 1:19.939 | -        | 1:19.323              | -              | -          | 5    |
| 6    | 9   | ミッチ・エバンス                     | ジャガー・TCS・レーシング                     | 1:19.991 | -        | 1:19.448              | -              | -          | 91   |
| 7    | 94  | パスカル・ウェーレイン               | タグ・ホイヤー・ポルシェ・フォーミュラEチーム | -        | 1:19.792 | 1:19.560              | -              | -          | 6    |
| 8    | 51  | ニコ・ミュラー                       | アプト・クプラ・フォーミュラEチーム           | -        | 1:19.725 | 1:19.756              | -              | -          | 7    |
| 9    | 13  | アントニオ・フェリックス・ダ・コスタ | タグ・ホイヤー・ポルシェ・フォーミュラEチーム | 1:20.010 | -        | -                     | -              | -          | 8    |
| 10   | 4   | ロビン・フラインス                   | エンヴィジョン・レーシング                    | -        | 1:19.822 | -                     | -              | -          | 10   |
| 11   | 17  | ノーマン・ナト                       | アンドレッティ・フォーミュラE                 | 1:20.056 | -        | -                     | -              | -          | 11   |
| 12   | 21  | ニック・デ・フリース                 | マヒンドラ・レーシング                        | -        | 1:19.881 | -                     | -              | -          | 12   |
| 13   | 5   | ジェイク・ヒューズ                   | ネオム・マクラーレン・フォーミュラEチーム     | 1:20.226 | -        | -                     | -              | -          | 162  |
| 14   | 25  | ジャン＝エリック・ベルニュ           | DS・ペンスキー                                | -        | 1:19.883 | -                     | -              | -          | 13   |
| 15   | 11  | ルーカス・ディ・グラッシ             | アプト・クプラ・フォーミュラEチーム           | 1:20.269 | -        | -                     | -              | -          | 14   |
| 16   | 33  | ダニエル・ティクトゥム               | ERT・フォーミュラEチーム                      | -        | 1:19.952 | -                     | -              | -          | 15   |
| 17   | 18  | ユアン・ダルバラ                     | マセラティ・MSG・レーシング                   | 1:20.395 | -        | -                     | -              | -          | 17   |
| 18   | 2   | ストフェル・バンドーン               | DS・ペンスキー                                | -        | 1:20.027 | -                     | -              | -          | 18   |
| 19   | 37  | ニック・キャシディ                   | ジャガー・TCS・レーシング                     | 1:20.401 | -        | -                     | -              | -          | 19   |
| 20   | 23  | サッシャ・フェネストラズ             | ニッサン・フォーミュラEチーム                 | -        | 1:20.132 | -                     | -              | -          | 20   |
| 21   | 16  | セバスチャン・ブエミ                 | エンヴィジョン・レーシング                    | 1:20.678 | -        | -                     | -              | -          | 213  |
| 22   | 8   | サム・バード                         | ネオム・マクラーレン・フォーミュラEチーム     | -        | 1:20.660 | -                     | -              | -          | 224  |

- ^1 - エバンスは、予選グループAでヒューズの走行を妨害したとして3グリッド降格
- ^2 - ヒューズは、予選グループAでディ・グラッシの走行を妨害したとして3グリッド降格
- ^3 - ブエミは、予選グループAでディ・グラッシの走行を妨害したとして3グリッド降格
- ^4 - バードは、予選グループBでベルニュの走行を妨害したとして3グリッド降格

## 決勝

### 展開

#### 前半

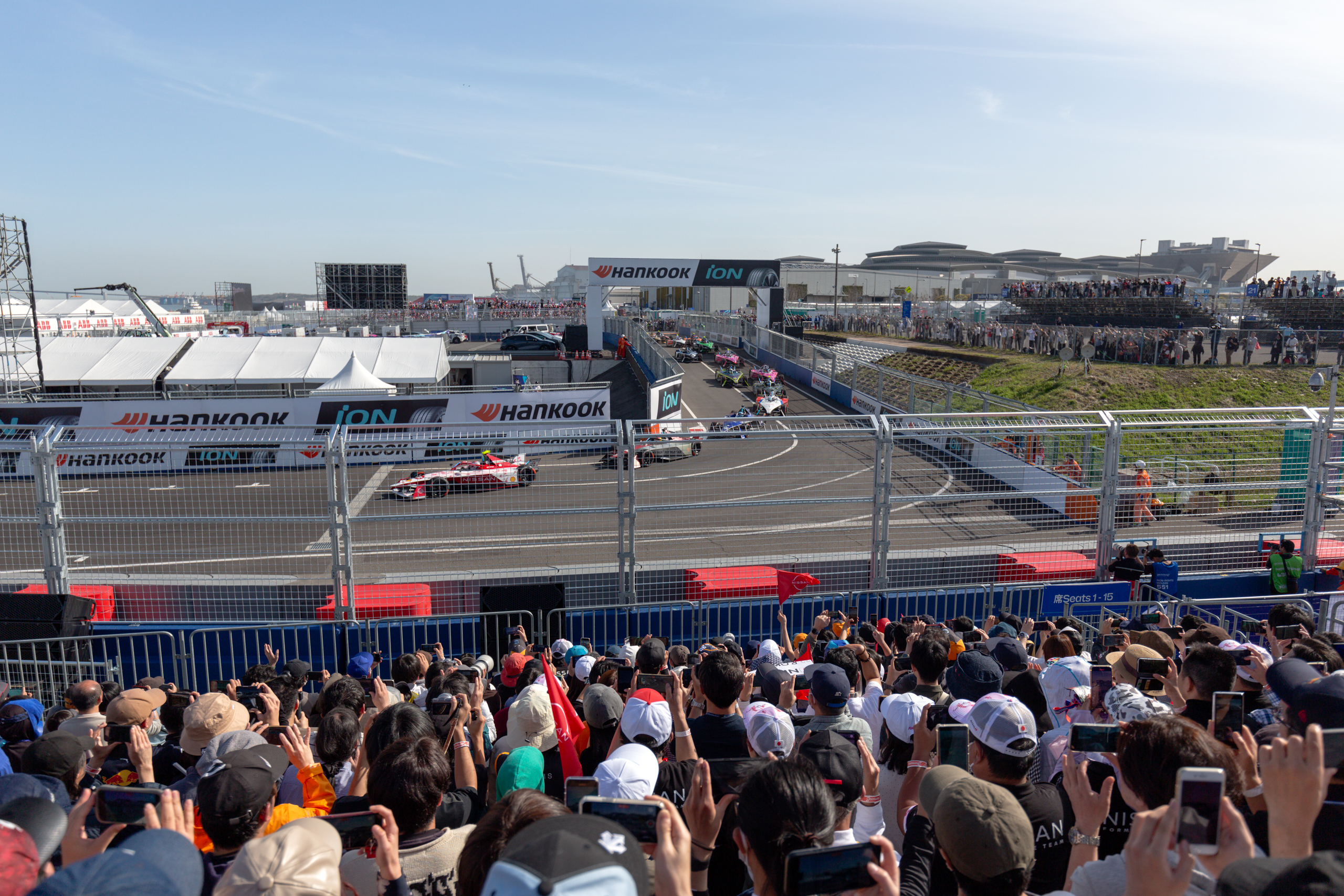
決勝レーススタート

33周の決勝レースは、15時4分にスタートが切られた。ポールポジションのオリバー・ローランド以下、3番手スタートのエドアルド・モルタラが2番手にポジションを上げ、順位をひとつ落としたマクシミリアン・ギュンター、5番手スタートから4番手に上がったジェイク・デニスが続く、という並びでオープニングラップを終える。
10周目のあたりで、各車はアクティベーションゾーンを通過し、レース中2回の使用義務のあるアタックモードの使用（消化）を始める。首位を走るローランドは2回の使用義務を早々に消化し、途中でリードをギュンターに一時的に譲る場面もあったが、首位の座を維持する。
その後も上位勢はスタート時の並びをほぼ維持したままレースは進むが、18周目に9番手だったミッチ・エバンスが前を走るロビン・フラインスのリアに追突して自身の車体前部を大きく壊してしまう。同じタイミングでルーカス・ディ・グラッシとニック・デ・フリースも追突して両者リタイアとなる。そうした事故の他にもレース中の接触で飛散したパーツがコース上に目立つようになってきたため、それらを回収するため、20周目にセーフティカー（SC）が導入された（トップがSCに追いついたのは21周目）。

#### 中盤

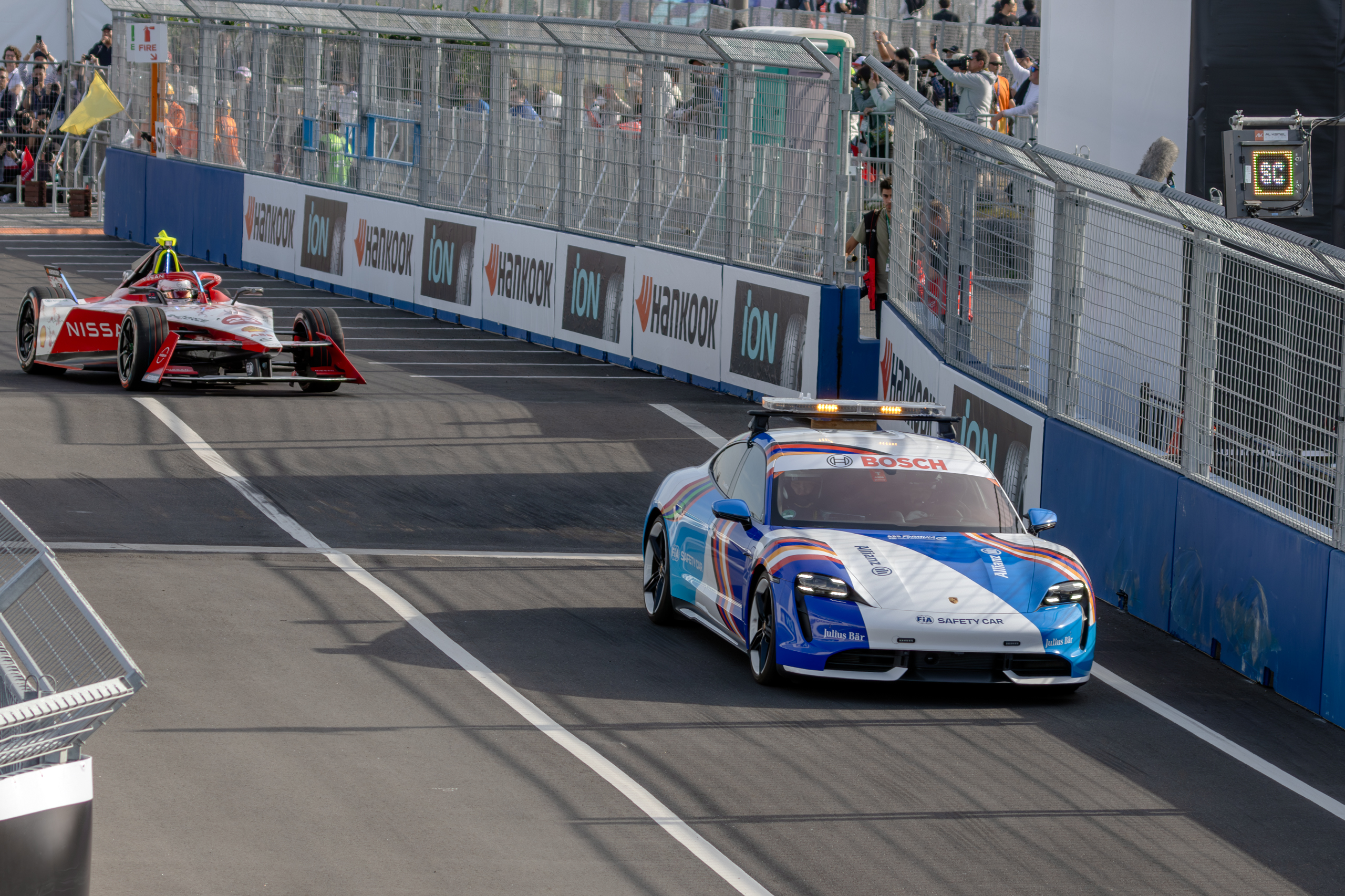
レース中盤、「SC」サインが出され、セーフティカー先導により各車は低速で周回

23周目にSCがピットに戻った後も、レースは膠着状態がしばらく続いたが、25周目でレースが動く。
この周のターン9通過後のシケイン手前で、首位を走っていたローランドが2番手のギュンターに意図的にポジションを譲って先行させた。結果として、ここが勝負の分かれ目となる。
レース後、ローランドはこの動きについて「この時点でバッテリー残量が少なくなっていたため、ここで（空気抵抗が大きい）集団の先頭に留まっていたら最終的に（バッテリーを完全に使い果たして）もっと多くのドライバーに追い越される可能性があり、（バッテリーの消費を軽くするため）前走車によるスリップストリームを必要としていた」と述べている。
この時点でギュンターはアタックモードの消化義務が1回残っており、ローランドはバッテリーを節約しつつレース終盤に再逆転を狙うつもりだった。一方、トップに立ったギュンターはローランドの後ろで走っている間に節約していた電力をここで使ってペースを上げ、ローランドに対して2秒の安全マージンを築いて最後のアクティベーションゾーン通過を消化し、リードを維持したままレースに復帰した。

#### 終盤

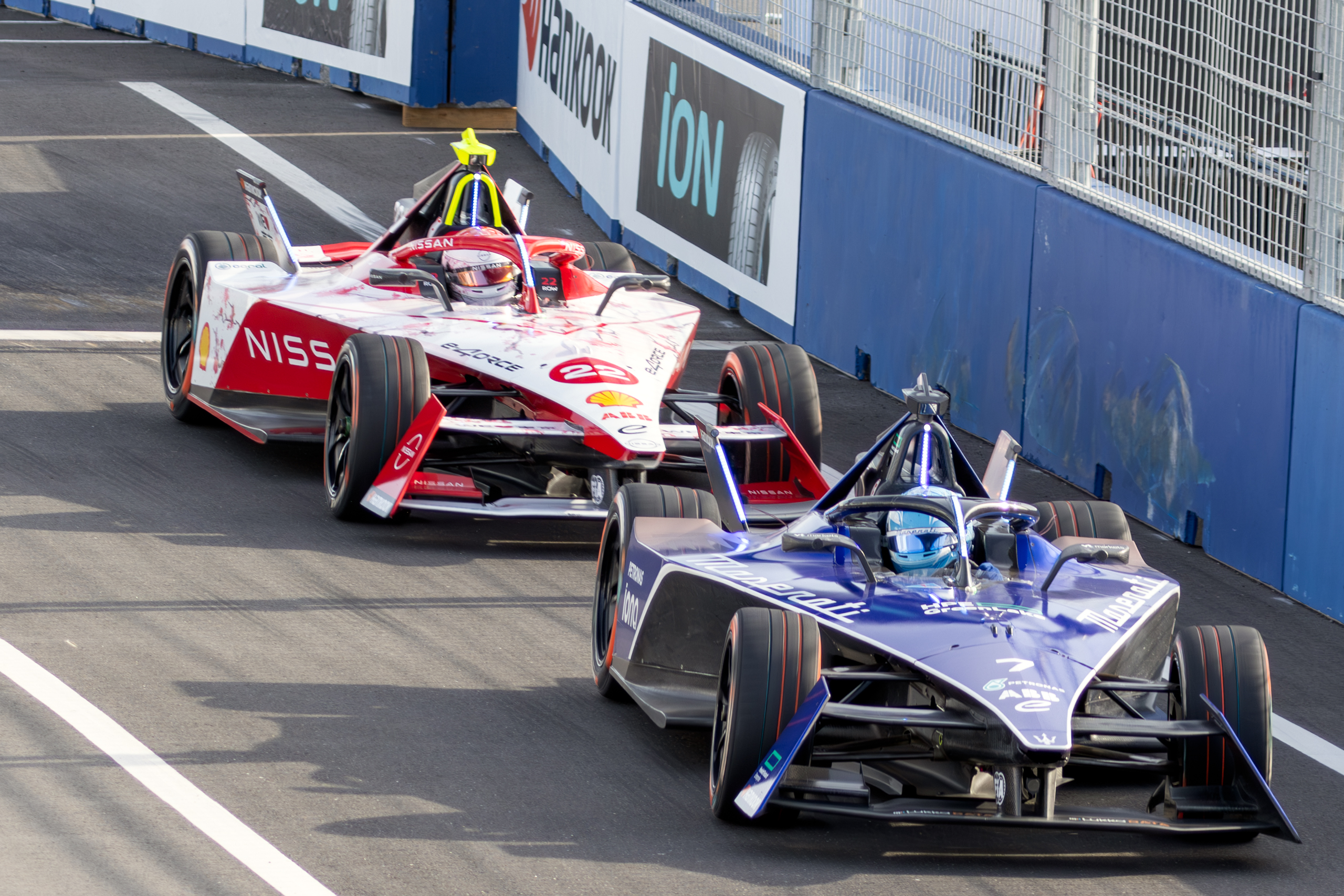
レース終盤、逃げるギュンターと追うローランド

レース終盤（31周目）、セーフティカー導入分として2周のアディショナルラップが適用され、35周のレースとなることが宣言される。
この時点で3番手にポジションを上げていたアントニオ・フェリックス・ダ・コスタが、33周目のターン15（公道から国際展示場への入り口）でローランドをアウト側からオーバーテイクしようとし、ローランドと並走状態となるが、ローランドは2番手のポジションを堅守する。この時のローランドのブロックで加速スペースを失ったダ・コスタは、後ろで隙をうかがっていたデニスにオーバーテイクされ、4番手に後退した。
レース最終盤、ギュンターとローランドのトップ争いは、トップに立った後に電力を使いすぎたギュンターがローランドに詰め寄られてしまう。ファイナルラップ（35周目）で、ローランドはギュンターを攻略すべくアタックを敢行し、ターン14でローランドが一瞬だけ先行したが、抑えきったギュンターが逃げ切ってチェッカーを受け、東京E-Prixの初代ウィナーとなった。

### レース結果
| 順位  | No. | ドライバー                           | チーム                                        | 周回数 | タイム / リタイア原因 | Grid | Pts.  |
| ----- | --- | ------------------------------------ | --------------------------------------------- | ------ | --------------------- | ---- | ----- |
| 1     | 7   | マクシミリアン・ギュンター           | マセラティ・MSG・レーシング                   | 35     | 53:34.665             | 2    | 26 FL |
| 2     | 22  | オリバー・ローランド                 | ニッサン・フォーミュラEチーム                 | 35     | +0.755                | 1    | 21 PP |
| 3     | 1   | ジェイク・デニス                     | アンドレッティ・フォーミュラE                 | 35     | +1.405                | 5    | 15    |
| 4     | 13  | アントニオ・フェリックス・ダ・コスタ | タグ・ホイヤー・ポルシェ・フォーミュラEチーム | 35     | +1.822                | 9    | 12    |
| 5     | 94  | パスカル・ウェーレイン               | タグ・ホイヤー・ポルシェ・フォーミュラEチーム | 35     | +3.897                | 7    | 10    |
| 6     | 17  | ノーマン・ナト                       | アンドレッティ・フォーミュラE                 | 35     | +4.573 1              | 11   | 8     |
| 7     | 51  | ニコ・ミュラー                       | アプト・クプラ・フォーミュラEチーム           | 35     | +4.983                | 8    | 6     |
| 8     | 37  | ニック・キャシディ                   | ジャガー・TCS・レーシング                     | 35     | +5.542                | 19   | 4     |
| 9     | 4   | ロビン・フラインス                   | エンヴィジョン・レーシング                    | 35     | +5.929                | 10   | 2     |
| 10    | 3   | セルジオ・セッテ・カマラ             | ERT・フォーミュラEチーム                      | 35     | +6.504                | 4    | 1     |
| 11    | 23  | サッシャ・フェネストラズ             | ニッサン・フォーミュラEチーム                 | 35     | +7.016                | 20   |       |
| 12    | 25  | ジャン＝エリック・ベルニュ           | DS・ペンスキー                                | 35     | +7.583                | 13   |       |
| 13    | 16  | セバスチャン・ブエミ                 | エンヴィジョン・レーシング                    | 35     | +8.467                | 21   |       |
| 14    | 5   | ジェイク・ヒューズ                   | ネオム・マクラーレン・フォーミュラEチーム     | 35     | +8.859                | 16   |       |
| 15    | 9   | ミッチ・エバンス                     | ジャガー・TCS・レーシング                     | 35     | +9.316                | 6    |       |
| 16    | 2   | ストフェル・バンドーン               | DS・ペンスキー                                | 35     | +9.735                | 18   |       |
| 17    | 18  | ユアン・ダルバラ                     | マセラティ・MSG・レーシング                   | 35     | +15.096               | 17   |       |
| 18    | 33  | ダニエル・ティクトゥム               | ERT・フォーミュラEチーム                      | 35     | +49.418               | 15   |       |
| 19 †  | 8   | サム・バード                         | ネオム・マクラーレン・フォーミュラEチーム     | 34     | +1 Lap                | 22   |       |
| Ret   | 11  | ルーカス・ディ・グラッシ             | アプト・クプラ・フォーミュラEチーム           | 17     | 接触ダメージ          | 14   |       |
| Ret   | 21  | ニック・デ・フリース                 | マヒンドラ・レーシング                        | 17     | 接触ダメージ          | 12   |       |
| DSQ   | 48  | エドアルド・モルタラ                 | マヒンドラ・レーシング                        | 35     | 失格 2                | 3    |       |
| 出典: |     |                                      |                                               |        |                       |      |       |

- ^FL - ファステストラップの1点を含む
- ^PP - ポールポジションの3点を含む
- ^† - リタイアだが、90%以上の距離を走行したため規定により完走扱い
- ^1 -ナトは、最終ラップでフラインスと接触した責任を問われて5秒のタイムペナルティが科せられ、一時は15位に降格となった。しかし、レース後にスチュワードが映像を見返した結果このペナルティは取り消され、7位が確定した[46]（なお、モルタラが後述の理由により失格処分を受けたことで、6位へ繰り上がりとなった）
- ^2 - モルタラは、使用した電力量の上限を超過していたため失格[47][45]

## 第5戦終了時点のランキング
|   | 順位 | ドライバー                 | ポイント |
| - | ---- | -------------------------- | -------- |
| 1 | 1    | パスカル・ウェーレイン     | 63       |
| 1 | 2    | ニック・キャシディ         | 61       |
| 4 | 3    | オリバー・ローランド       | 54       |
| 2 | 4    | ジェイク・デニス           | 48       |
| 3 | 5    | マクシミリアン・ギュンター | 48       |

|   | 順位 | チーム                                        | ポイント |
| - | ---- | --------------------------------------------- | -------- |
|   | 1    | ジャガー・TCS・レーシング                     | 100      |
|   | 2    | タグ・ホイヤー・ポルシェ・フォーミュラEチーム | 83       |
| 2 | 3    | アンドレッティ・フォーミュラE                 | 70       |
| 2 | 4    | ニッサン・フォーミュラEチーム                 | 62       |
| 2 | 5    | DS・ペンスキー                                | 57       |

|   | 順位 | マニュファクチャラー | ポイント |
| - | ---- | -------------------- | -------- |
|   | 1    | ジャガー             | 129      |
|   | 2    | ポルシェ             | 122      |
|   | 3    | ニッサン             | 109      |
|   | 4    | ステランティス       | 97       |
| 1 | 5    | マヒンドラ           | 6        |

- 注：いずれもトップ5まで掲載。